# 에릭 텐 하흐
에릭 텐 하흐(네덜란드어: Erik ten Hag, 1970년 2월 2일 ~ )은 네덜란드의 은퇴한 축구 선수이자 축구 지도자로 현역 시절 포지션은 수비수였으며 현재 독일 분데스리가 바이어 04 레버쿠젠의 사령탑을 맡고 있다.

## 선수 시절
비록 선수 시절에는 인상적인 활약을 펼친 건 아니었고 1989년부터 2002년 은퇴할 때까지 13년간 FC 트벤터, 더 흐라프스합, RKC 발베이크, FC 위트레흐트 등 에레디비시 내의 여러 클럽들을 전전했지만 그나마 1990-91 시즌에는 더 흐라프스합 소속으로 에이르스터 디비시 우승을 경험했고 트벤터에서는 선수 커리어에 비해 오랜 기간 동안 활동하며 2번의 에레디비시 3위, 1997-98 KNVB 베커르 4강, 2000-01 KNVB 베커르 우승 등에 일조했다.

## 지도자 경력

### 고 어헤드 이글스
선수 은퇴 후 10년이 지난 2012년 에이르스터 디비시의 고 어헤드 이글스의 감독으로 본격적인 지도자 커리어를 시작하여 2012-13 에이르스터 디비시에서 6위로 승격 플레이오프 진출을 이끈 후 플레이오프 1라운드에서 FC 도르트레흐트, 2라운드에서 VVV 펜로, 3라운드에서 FC 폴렌담을 차례대로 꺾고 2013-14 에레디비시 승격을 이끌었다.

### 바이에른 뮌헨 II
2013년 독일 레기오날리가 바이에른 소속팀인 바이에른 뮌헨 리저브팀의 감독을 맡아 2013-14 레기오날리가 바이에른 우승, 2014-15 레기오날리가 바이에른 준우승을 이끌었다.

### FC 위트레흐트
2015-16 시즌을 앞두고 친정팀인 FC 위트레흐트의 감독 부임 이후 2016-17 시즌까지 2시즌동안 역임하며 2015-16 KNVB 베커르 준우승, 2016-17 에레디비시 4위 및 2017-18년 UEFA 유로파리그 예선 플레이오프 진출 등을 이끌었고 2017년 8월 17일 러시아 프리미어리그의 강호 제니트 상트페테르부르크와의 2017-18 유로파리그 예선 플레이오프 1차전에서는 1-0으로 꺾는 파란을 일으키기도 했지만 1주일 후인 8월 24일 열린 2차전에서 0-2로 패하며 1·2차전 합계 1-2 석패로 유로파리그 본선 조별리그 진출이 아쉽게 좌절되었다.

### AFC 아약스
2016-17 시즌을 마친 후 같은 해 12월 21일 AFC 아약스의 사령탑으로 부임하여 2021-22 시즌까지 공식전 215경기 158승 28무 29패·7할 3푼 5리의 높은 승률을 기록하며 3번의 에레디비시 우승, 2번의 KNVB 베커르 우승, 2021-22 KNVB 베커르 준우승, 2019년 요한 크라위프 스할 우승, 2021년 요한 크라위프 스할 준우승 등을 이끌었고 아울러 2018-19년 UEFA 챔피언스리그에서는 1996-97 시즌 이후 22년만의 챔피언스리그 4강 진출의 놀라운 성과를 이끌었으나 4강에서 손흥민의 소속팀인 잉글랜드 프리미어리그의 토트넘 홋스퍼에 패하며 23년만의 챔피언스리그 결승 진출은 아쉽게도 이뤄지지 못했다.

### 맨체스터 유나이티드
2022-23 시즌을 앞두고 잉글랜드 프리미어리그 명문 맨체스터 유나이티드의 사령탑으로 부임하며 선수와 지도자 커리어를 통틀어 처음으로 잉글랜드 무대를 밟은 뒤 2022-23 시즌 EFL컵에서 맨유의 6년만의 리그컵 정상 탈환을 이끌어냈다.
그리고 프리미어리그 2022-23에서도 리그 3위의 성적으로 맨유의 2시즌만의 챔피언스리그 복귀를 이끌어냈고 비록 UCL에서는 조별리그 탈락의 고배를 마신데 이어 프리미어리그 2023-24에서는 8위의 성적에 그쳤지만 잉글랜드 FA컵 2023-24에서 8년만의 통산 13번째 FA컵 우승과 2회 연속 유럽 클럽 대항전 진출이라는 소기의 성과를 거두었다.
하지만 2024-25 시즌에서는 리그와 리그 컵대회 그리고 2024-25년 UEFA 유로파리그 등에서 보여준 실망스러운 경기 운영으로 인한 성적 부진으로 2024년 10월 28일 맨유 감독직에서 경질되었고 후임으로는 후벵 아모링 스포르팅 CP 감독이 낙점되었다.

## 대회 성적

### 클럽 (선수)
FC 트벤터
- 에레디비시 : 3위 (1989-90, 2000-01)
- KNVB 베커르 : 우승 (2000-01), 4강 (1997-98)

더 흐라프스합
- 에이르스터 디비시 : 우승 (1990-91)

### 클럽 (지도자)
바이에른 뮌헨 II
- 레기오날리가 바이에른 : 우승 (2013-14), 준우승 (2014-15)

FC 위트레흐트
- 에레디비시 : 4위 (2016-17)
- KNVB 베커르 : 준우승 (2015-16)

AFC 아약스
- 에레디비시 : 우승 (2018-19, 2020-21, 2021-22)[3]
- KNVB 베커르 : 우승 (2018-19, 2020-21), 준우승 (2021-22)
- UEFA 챔피언스리그 : 4강 (2018-19)
- 요한 크라위프 스할 : 우승 (2019), 준우승 (2021)

 맨체스터 유나이티드
- 잉글랜드 프리미어리그 : 3위 (2022-23)
- EFL컵 : 우승 (2022-23)
- 잉글랜드 FA컵 : 우승 (2023-24), 준우승 (2022-23)

### 개인
- 리뉘스 미헐스 어워드 : 2015-16, 2018-19, 2020-21
- 잉글랜드 프리미어리그 이달의 감독 : 2022년 9월